# Ernst Reinke
Ernst Reinke (* 28. November 1891 in Memel; † 28. April 1943 im KZ Flossenbürg) war ein deutscher Politiker (KPD).

## Leben und Wirken
Reinke besuchte von 1897 bis 1905 die Volksschule in Tilsit. Nach der Schulentlassung war er in der Binnenschifffahrt tätig und wurde 1911 zur Marine eingezogen. In den folgenden Jahren tat er auf dem Kleinen Kreuzer Nürnberg Dienst, der in China stationiert war.
Nach dem Ersten Weltkrieg trat Reinke in die Kommunistische Partei Deutschlands (KPD) ein. Bis 1925 war er bei der Reichsbahn in Tilsit als Arbeiter beschäftigt. Als Beteiligter am Eisenbahnstreik in Tilsit wurde er daraufhin entlassen. Von 1924 bis 1925 war er Mitglied der Tilsiter Stadtverordnetenversammlung. Im August 1925 siedelte Reinke nach Berlin über und wurde Fabrikarbeiter.
Im September 1930 wurde Reinke als Kandidat seiner Partei für den Wahlkreis 2 (Berlin) in den Reichstag gewählt, aus dem er im Juni 1931 vorzeitig ausschied. Sein Mandat übernahm Hanna Sandtner.
Als KPD-Funktionär oblag ihm anschließend zeitweise die praktische Leitung des Kampfbundes gegen den Faschismus. Außerdem war er Mitglied der RGO-Reichsleitung. Schon am 28. Februar 1933 verhaftet, kam Reinke in das Polizeipräsidium am Alexanderplatz und wurde nach schweren Misshandlungen in das KZ Esterwegen gebracht. Im August 1934 entlassen, arbeitete er dann als Mischer bei Siemes-Plania. Hier bemühte sich Reinke um den Aufbau einer illegalen Zelle.
1939 wurde Reinke wegen illegaler Arbeit für die KPD von der Gestapo wieder verhaftet. In den folgenden Jahren wurde er in den Konzentrationslagern Sachsenhausen und Flossenbürg gefangen gehalten.

## Ehrungen

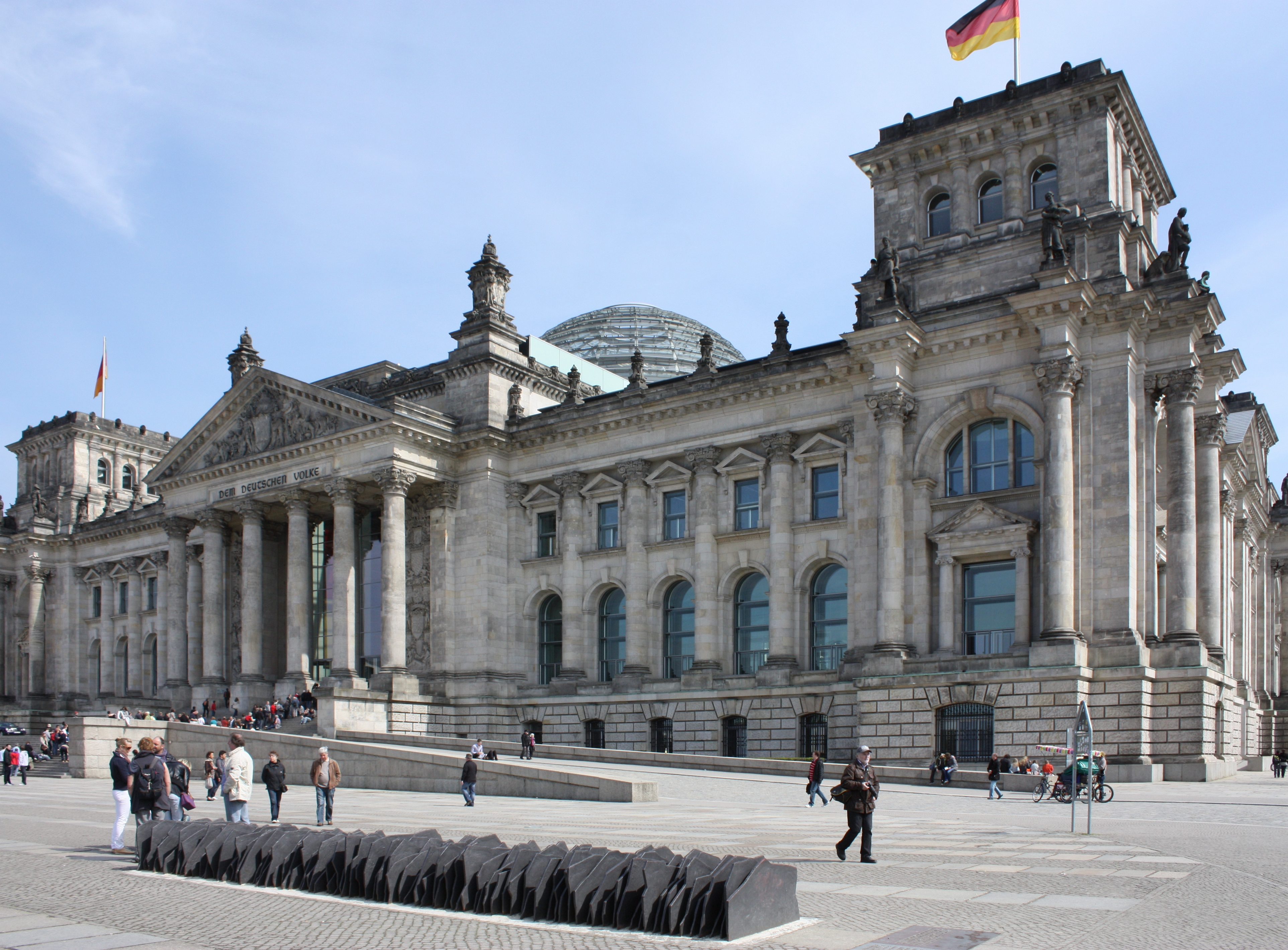
Gedenktafeln am Reichstag

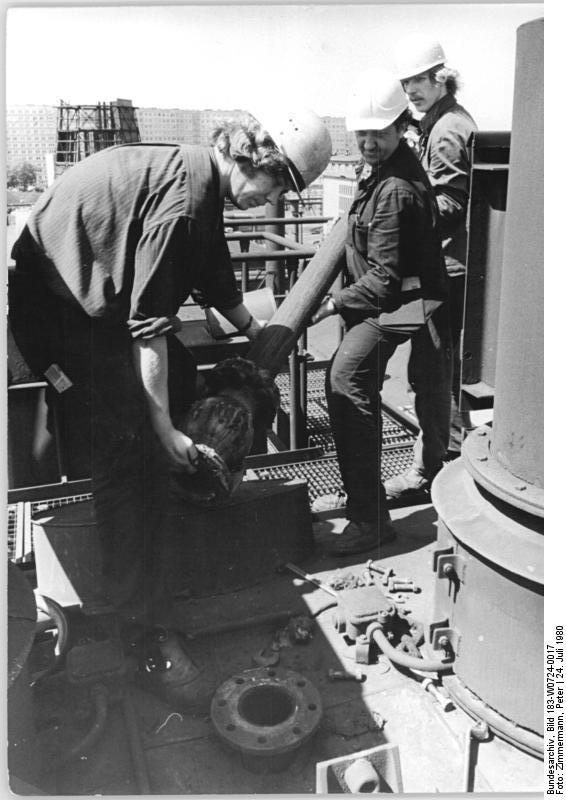
Drei Mitglieder der Brigade Ernst Reinke, 1980

Eine Straße in Berlin-Lichtenberg im Neubaugebiet zwischen Landsberger Allee und Storkower Straße erhielt in den 1960er-Jahren den Namen Ernst-Reinke-Straße. Im Werk VEB Elektrokohle Lichtenberg trug eine Brigade den Namen Ernst Reinke.
Seit 1992 erinnert in Berlin in der Nähe des Reichstags eine der 96 Gedenktafeln für von den Nationalsozialisten ermordete Reichstagsabgeordnete an Reinke.